# Europaparlamentsvalet i Belgien 1984
Europaparlamentsvalet i Belgien 1984 hölls den 17 juni 1984. Belgien hade tilldelats 24 av totalt 434 platser i det andra parlamentsvalet i Europeiska gemenskapens historia.
Landet var uppdelat i två valkretsar, baserat på de federala gemenskaperna. Den flamländska gemenskapen valde 13 mandat och den franskspråkiga gemenskapen valde 11 mandat. De kristdemokratiska partierna förlorade fyra av sin mandat. De socialdemokratiska partierna vann två mandat. Två gröna partier vann varsina nya mandat. De liberala partierna vann ett mandat medan de regionala partierna förlorade ett mandat.

## Valresultat
Av totalt nästan 7,0 miljoner röstberättigade deltog 92 procent i valet. Andelen ogiltiga röster var 10,9 procent. 

### Franska gemenskapen
| Parti                                     | Röster    | %      | +/-     | Mandat | +/- | Partigrupp     |
| ----------------------------------------- | --------- | ------ | ------- | ------ | --- | -------------- |
| Socialistiska partiet (PS)                | 762 293   | 34,04  | ▲+6,61  | 5      | ▲+1 | SOC (4) NI (1) |
| Parti Réformateur Libéral (PRL)           | 540 610   | 24,14  | ▲+6,38  | 3      | ▲+1 | LD             |
| Centre démocrate humaniste (PSC)          | 436 108   | 19,47  | ▼-1,73  | 2      | ▼-1 | EPP            |
| Ecolo                                     | 220 663   | 9,85   | ▲+4,71  | 1      | ▲+1 | RBW            |
| Front Démocratique des Francophones (FDF) | 142 879   | 6,38   | ▼-13,37 | 0      | ▼-2 |                |
| Belgiens kommunistiska parti (PCB)        | 61 605    | 2,75   | ▼-2,30  | 0      | ▬ 0 |                |
| Rassemblement wallon                      | 51 903    | 2,32   | ▲+2,32  | 0      | ▬ 0 |                |
| Övriga                                    | 23 553    | 1,05   |         |        |     |                |
| Giltiga röster                            | 2 239 614 | 100,00 |         | 11     |     |                |

### Flamländska gemenskapen
| Parti                                 | Röster    | %      | +/-     | Mandat | +/- | Partigrupp     |
| ------------------------------------- | --------- | ------ | ------- | ------ | --- | -------------- |
| Kristliga folkpartiet (CVP)           | 1 132 682 | 32,53  | ▼-15,57 | 4      | ▼-3 | EPP            |
| Socialistpartiet (SP)                 | 979 702   | 28,13  | ▲+7,23  | 4      | ▲+1 | SOC (3) NI (1) |
| Partiet för frihet och framsteg (PVV) | 494 277   | 14,19  | ▲+1,13  | 2      | ▬ 0 | LD             |
| Folkunionen (VU)                      | 484 494   | 13,91  | ▲+4,20  | 2      | ▲+1 | RBW            |
| Agalev                                | 246 712   | 7,08   | ▲+4,75  | 1      | ▲+1 | RBW            |
| Vlaams Blok                           | 73 174    | 2,10   | ▲+2,10  | 0      | ▬ 0 |                |
| Övriga                                | 71 239    | 2,05   |         |        |     |                |
| Giltiga röster                        | 3 482 280 | 100,00 |         | 13     |     |                |